# Overton Berry

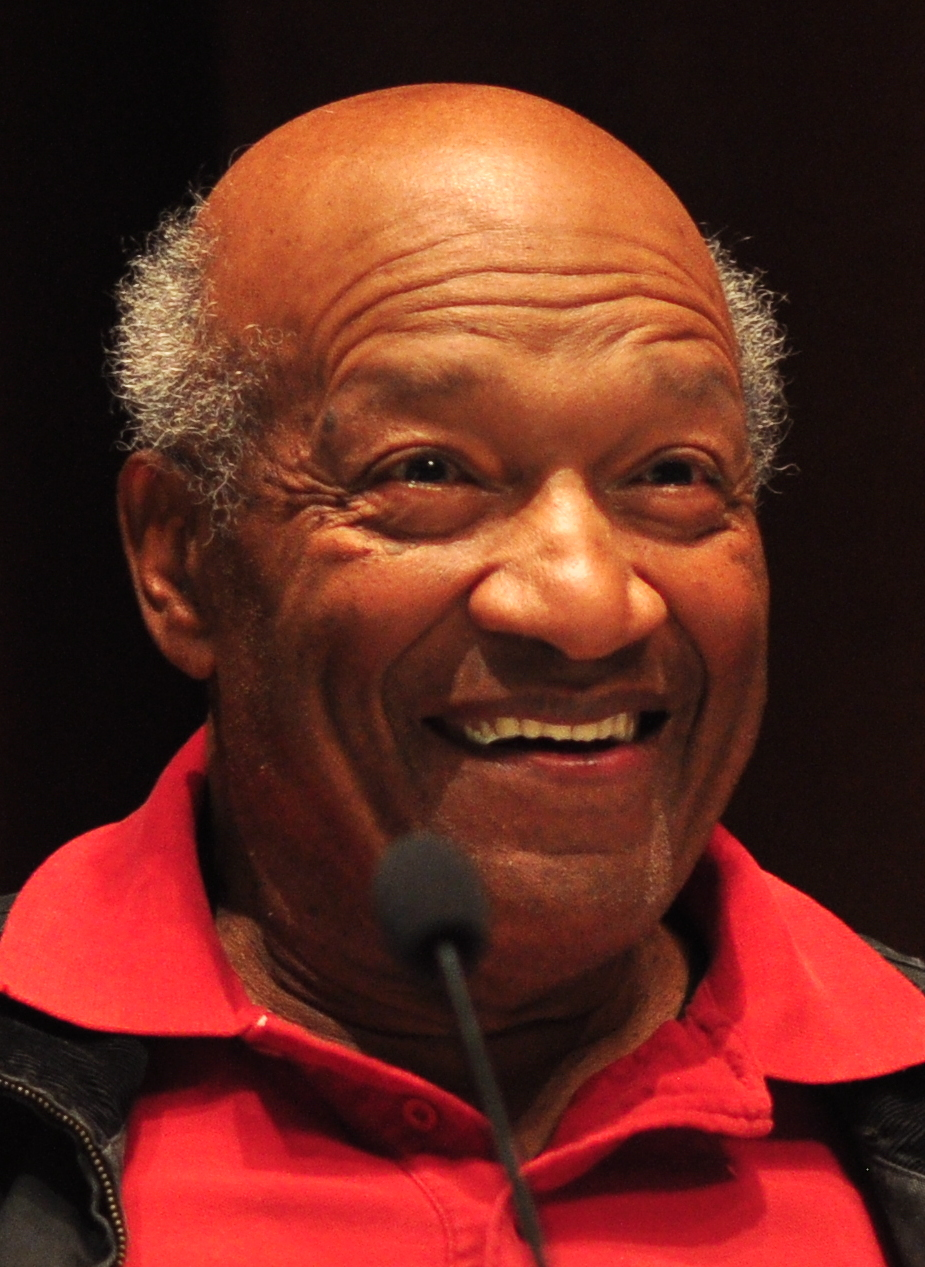
Overton Berry

Overton Berry (* 13. April 1936 in Houston; † 19. Oktober 2020) war ein US-amerikanischer Jazzmusiker (Piano), der vor allem in der Musikszene von Seattle tätig war.

## Leben und Wirken
Berry zog nach dem Zweiten Weltkrieg nach Seattle, wo er die Garfield High School besuchte. Den klassischen Klavierunterricht an der Cornish School brach er mit 13 Jahren ab, um in einer Band in einem Neighbouring House Jazz und Rhythm & Blues zu spielen. Nach einem Jahr am Linfield College in McMinnville, Oregon, besuchte Berry die University of Washington, brach jedoch 1956 das Studium ab, um als professioneller Musiker zu arbeiten. 1957 entstanden erste Aufnahmen mit ihm. Berry leitete eine rassisch integrierte Band in einem Café am Pioneer Square namens The House of Entertainment, zu der 1962 der junge Larry Coryell gehörte. Berry war im selben Jahr auch als musikalischer Leiter für Peggy Lee bei Auftritten im örtlichen Opernhaus tätig.
In der Mitte der 1960er-Jahre arbeitete Berry im Hauptberuf als Tutor für das Central Area Motivation Project (CAMP), spielte aber weiterhin abends Musik; u. a.trat er in Clubs von Seattle wie Jazz Alley, The Double Tree Inn, The Alexis Hotel, The Triple Door, Egan’s Ballard Jam House und im Sorrento Hotel auf. 1969 begann sein Trio mit Chuck Metcalf (Bass) und Bill Kotick (Schlagzeug) ein sechsjähriges Engagement im Doubletree Inn in Tukwila, das zum Zentrum des lokalen Jazz wurde. 1975 unterstützte er die Karriere der bis dato unbekannten Sängerin Diane Schuur. Berry verbrachte die meiste Zeit seiner Karriere in Seattle, jedoch trat er auch national und in Japan, Ägypten, Thailand, Vietnam und China auf. Mit seinem Trio und Ensemble nahm Berry zwischen 1970 und 2009 vier Alben auf Berry war stimmberechtigtes Mitglied der für die Grammy-Verleihung verantwortlichen National Association of Recording Arts and Sciences. 2012 wurde er in die  Seattle Jazz Hall of Fame aufgenommen.

## Diskographische Hinweise
- The Overton Berry Trio: At Seattle's Doubletree Inn (Jaro, 1970)
- The Overton Berry Ensemble: To Be (1972)
- The Overton Berry Trio: Live at Admiral (TOBE, 2003)
- Overton Berry: Eleven is Forever(TOBE, 2010)